# Get U're Dream
〈Get U're Dream〉은 일본의 밴드 ZARD의 32번째 싱글 앨범으로, 2000년 9월 6일에 발매되었다. (12cm CD: JBCJ-1031) 이 싱글에 수록된 곡은 모두 〈Get U're Dream〉이지만, 편곡자가 전부 다르다. (가라오케 버전인 4번 트랙은 제외한다.) 곡의 작사는 사카이 이즈미가, 작곡은 오노 아이카가 맡았으며, 편곡자는 하야마 타케시 (#1.), 토쿠나가 아키히토 (#2.), YOKO Black. Stone (#3.) 순이다. 시크릿 트랙은 편곡자대신 리믹서로서 Perry Geyer를 표기하고 있다. 이 곡은 NHK의 시드니 올림픽 방송의 테마곡으로서 사용되었다.
한편 싱글은 오리콘 주간 싱글차트에서 4위에 올랐으며, 8주간 차트에 머물렀다.

## 수록곡
| #            | 제목                                      | 작사          | 작곡         | 편곡                  | 재생 시간 |
| ------------ | ----------------------------------------- | ------------- | ------------ | --------------------- | --------- |
| 1.           | 〈〈Get U're Dream〉〉                    | 사카이 이즈미 | 오노 아이카  | 하야마 타케시         | 5:15      |
| 2.           | 〈〈Get U're Dream〉〉 (Version Two)      | 사카이 이즈미 | 오노 아이카  | 토쿠나가 아키히토     | 5:50      |
| 3.           | 〈〈Get U're Dream〉〉 (Version Three)    | 사카이 이즈미 | 오노 아이카  | YOKO Black. Stone     | 4:49      |
| 4.           | 〈〈Get U're Dream〉〉 (Original Karaoke) |               |              |                       | 5:15      |
| 5.           | 〈〈Get U're Dream〉〉                    | 사카이 이즈미 | 오노 아이카  | Perry Geyer (remixer) | 4:50      |
| 총 재생 시간 | 총 재생 시간                              | 총 재생 시간  | 총 재생 시간 | 총 재생 시간          | 25:59     |